# Groene heremietkolibrie
De groene heremietkolibrie (Phaethornis guy) is een vogel uit de familie Trochilidae (kolibries).

## Verspreiding en leefgebied
Deze soort komt voor van Costa Rica tot zuidoostelijk Peru en telt vier ondersoorten:
- P. g. apicalis: van noordelijk Colombia en noordwestelijk Venezuela tot zuidoostelijk Peru.
- P. g. coruscus: van Costa Rica tot noordwestelijk Colombia.
- P. g. emiliae: het westelijke deel van Centraal-Colombia.
- P. g. guy: noordoostelijk Venezuela en Trinidad.

## Status
De grootte van de populatie is in 2019 geschat op 0,5-5 miljoen volwassen vogels. Op de Rode lijst van de IUCN heeft deze soort de status niet bedreigd.  